# Обични опосуми
Обични опосуми (лат. Didelphis) су род сисара торбара, који насељава Америке. Род Didelphis садржи шест врста и припада породици опосума (Didelphidae) из истоименог реда (Didelphimorphia). Обични опосуми су величине мачке, сваштоједи су, а препознатљиви су по свом прехенсилном репу и по тенденцији да се претварају да су мртви, када се нађу у опасности. Највећа врста овог рода је амерички опосум (Didelphis virginiana), која је уједно и једини торбар који насељава регију Северна Америка (део истоименог континента северно од Мексика).

## Врсте
Род Didelphis садржи шест живећих врста и једну изумрлу:
- белоухи опосум;
- дугоухи опосум;
- гвајански белоухи опосум;
- обични опосум;
- андски белоухи опосум;
- амерички опосум;